# Rivière Daniel (vattendrag i Kanada, lat 50,44, long -72,16)
Rivière Daniel är ett vattendrag i Kanada.   Det ligger i provinsen Québec, i den östra delen av landet, 600 km norr om huvudstaden Ottawa.
I omgivningarna runt Rivière Daniel växer i huvudsak barrskog. Trakten runt Rivière Daniel är nära nog obefolkad, med mindre än två invånare per kvadratkilometer.